# Allmänna valen i Turkiet 2023
Turkiska allmänna val 2023 hölls den 14 maj. Dels valdes då 600 parlamentsledamöter till Turkiets stora nationalförsamling. Dels hölls samma dag första valomgången av Turkiets president. Då ingen presidentkandidat erhöll enkel majoritet (mer än 50 % av rösterna) hölls en andra omgång av presidentvalet den 28 maj mellan de två ledande kandidaterna, sittande president Recep Tayyip Erdoğan och största oppositionspartiets ledare Kemal Kılıçdaroğlu. Erdoğan behöll presidentposten. Både nationalförsamlingen och presidenten valdes för en period om fem år.

## Bakgrund
Turkiet är en representativ presidentdemokrati och en konstitutionell republik med ett flerpartisystem. På nationell nivå är makten uppdelad mellan presidenten (som är statschef och regeringschef), parlamentet och rättsväsendet. Dessutom har landet val på regional och lokal nivå.
Turkiet har successivt tappat i demokratiindex sedan det var som högst omkring när Rättvise- och utvecklingspartiet (AKP) kom till makten år 2002. Ytterligare nedgång skedde direkt efter det misslyckade militärkuppförsöket i Turkiet 2016. Landet klassificeras som en hybridregim mellan auktoritärt envälde och ett bristfälligt demokratiskt system, där regeringen begränsar grundläggande friheter och äventyrar rättsstatsprincipen.

### Föregående val
Föregående nationella val ägde rum den 24 juni 2018, då fem partier fick mandat i generalförsamlingen. Valet 2018 resulterade i en seger för den sittande presidenten Recep Tayyip Erdoğan, som hade haft posten sedan 2014. Samtidigt tappade det parti han har grundat, det regerande konservativa och moderat islamistiska Rättvise- och utvecklingspartiet (AKP), sin absoluta majoritet i Turkiets stora nationalförsamling för första gången sedan juni 2015, vilket tvingade det att förlita sig på sin koalitionspartner, det högerextrema Nationella aktionspartiet (MHP) och dess ordförande Devlet Bahçeli, kända för sin koppling till Grå vargarna.
Det största oppositionspartiet är Republikanska folkpartiet (CHP), vilket grundades av landets grundare Kemal Atatürk och leds av Kemal Kılıçdaroğlu. CHP är sekularistiskt och numera socialdemokratiskt. I lokalvalet den 31 mars 2019 vann CHP mot både AKP och MHP i många större städer, bland annat i landets största stad Istanbul, i huvudstaden Ankara och i turistmetropolen Antalya.
Ytterligare två partier kom in i parlamentet 2018: det näst största oppositionspartiet,  nationalkonservativa Bra parti eller Godhet och rättvisa  (İYİ), samt landets fjärde största parti, det pro-kurdiska vänsterorienterade Folkens demokratiska parti (HDP). Att oppositionsblocket var beroende av ett prokurdiskt parti orsakade ständiga konflikter med İYİ.
Valet 2018 markerade landets övergång från ett parlamentariskt system till ett presidentsystem, vilket med knapp marginal hade godkänts av väljarna i en konstitutionell folkomröstning den 16 april 2017. Premiärministerposten i Turkiet avskaffades den 12 juli 2018 och dess sista innehavare, Binali Yıldırım, tillträdde som talman för den stora nationalförsamlingen.

### Opinionsundersökningar

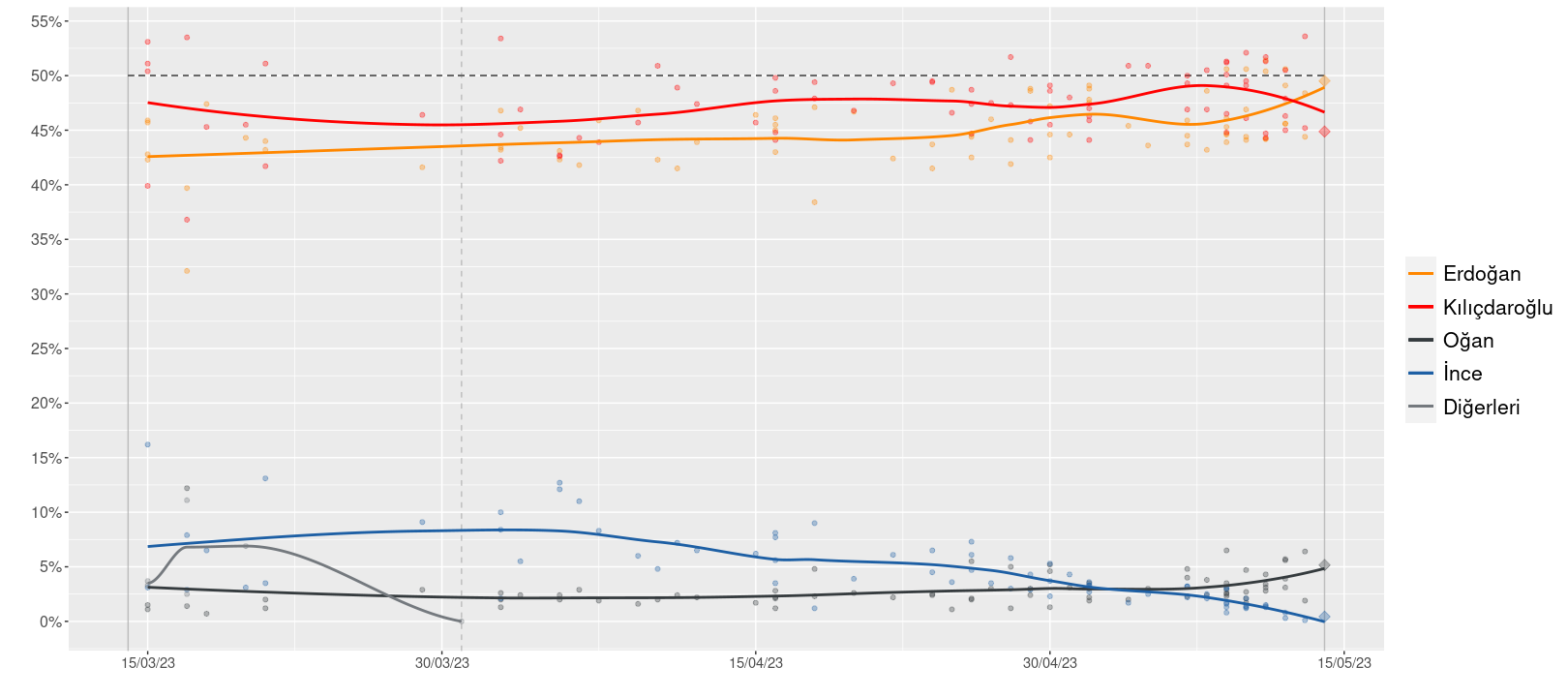
Opinionsundersökningar inför 2023 års turkiska presidentval med fem, efter 1 april fyra, officiella kandidater. Se även ett äldre alternativt diagram med fler som troddes vara potentiella kandidater innan partierna började deklarera sina officiella kandidater.

## Presidentvalet

### Datum
Det ordinarie planerade datumet för presidentvalets första valomgång var satt till den 18 juni 2023. Valsystemet gjorde det emellertid möjligt att tidigarelägga datumet.
År 2020 fanns det spekulationer om ett tidigare presidentval före det ordinarie valet 2023. Vid den tiden uteslöt Devlet Bahçeli, ledaren för koalitionspartnern MHP, detta. Han bekräftade då också att den nuvarande koalitionen mellan AK-partiet och MHP kommer att förbli intakt och att Erdoğan var deras gemensamma presidentkandidat. Den 9 juni 2022 meddelade Erdoğan sin kandidatur.
Den 18 januari 2023 signalerade Erdoğan att valet kan komma att hållas tidigare än det planerade datumet, närmare bestämt den 14 maj 2023, som en symbolisk referens till slutet på det enpartiperiod under CHP vid valet den 14 maj 1950. Därmed skulle en andra presidentvalsomgång hållas den 28 juni 2023, om det behövs. De sex oppositionspartierna i "Table of Six" meddelade emellertid strax efteråt att Erdogan inte kan kandidera till presidentposten det datumet utan parlamentets samtycke. Den 10 mars 2023 undertecknade Erdoğan ett dekret om att valen ska hållas den 14 maj 2023.

### Regler för valbarhet
Presidentkandidater måste vara minst 40 år gamla och ha genomgått högre utbildning. Varje politiskt parti som har vunnit 5 % av rösterna i föregående parlamentsval kan ställa upp med en kandidat, även om partier som inte har uppnått denna tröskel kan bilda allianser och ställa upp med gemensamma kandidater så länge som deras totala röstandel överstiger 5 %. Oberoende kandidater kan ställa upp om de samlar in 100 000 namnunderskrifter från väljarna.

### Meddelade kandidaturer
Den 1 april, efter en dragning av Turkiets högsta valråd, var fyra presidentkandidaters platser på valsedeln fastställda enligt följande:
- Recep Tayyip Erdoğan, Turkiets 12:e president (2014– ), Turkiets 25:e premiärminister (2003–2014), borgmästare i Istanbul (1994–1998)[13] Stöds av Folkalliansen.
- Kemal Kılıçdaroğlu, ledare för Republikanska folkpartiet (CHP), ledare för oppositionen[14] deklarerade sin kandidatur den 6 mars. Stöds av både Nationella alliansen och av Labour and Freedom Alliance.
- Muharrem İnce, ledare för Fosterlandspartiet (MP), tidigare för Republikanska folkpartiet (CHP), presidentkandidat 2018.[15] Drog tillbaka kandidaturen den 11 maj 2023, men står kvar på valsedeln.
- Sinan Oğan, tidigare parlamentsledamot från Nationella aktionspartiet MHP (2011–2015)[16] Kandiderar som oberoende, stöds av Förfädernas allians.

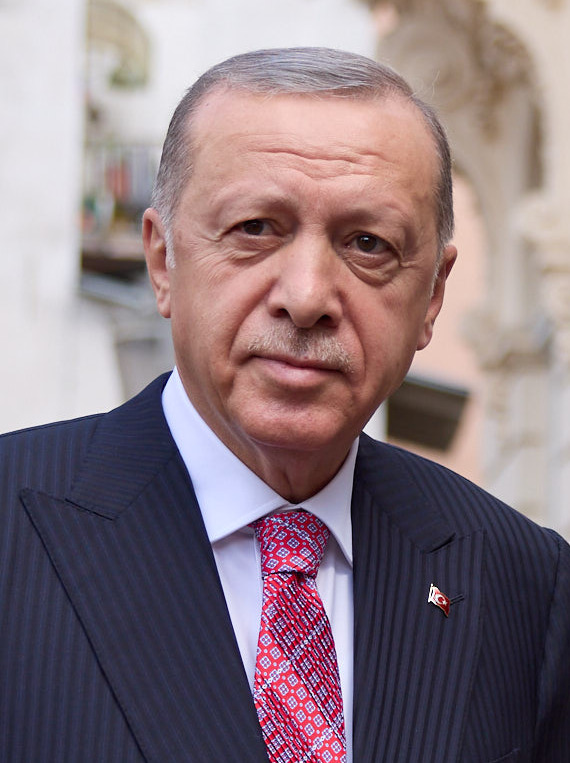
President Recep Tayyip Erdoğan från Istanbul.
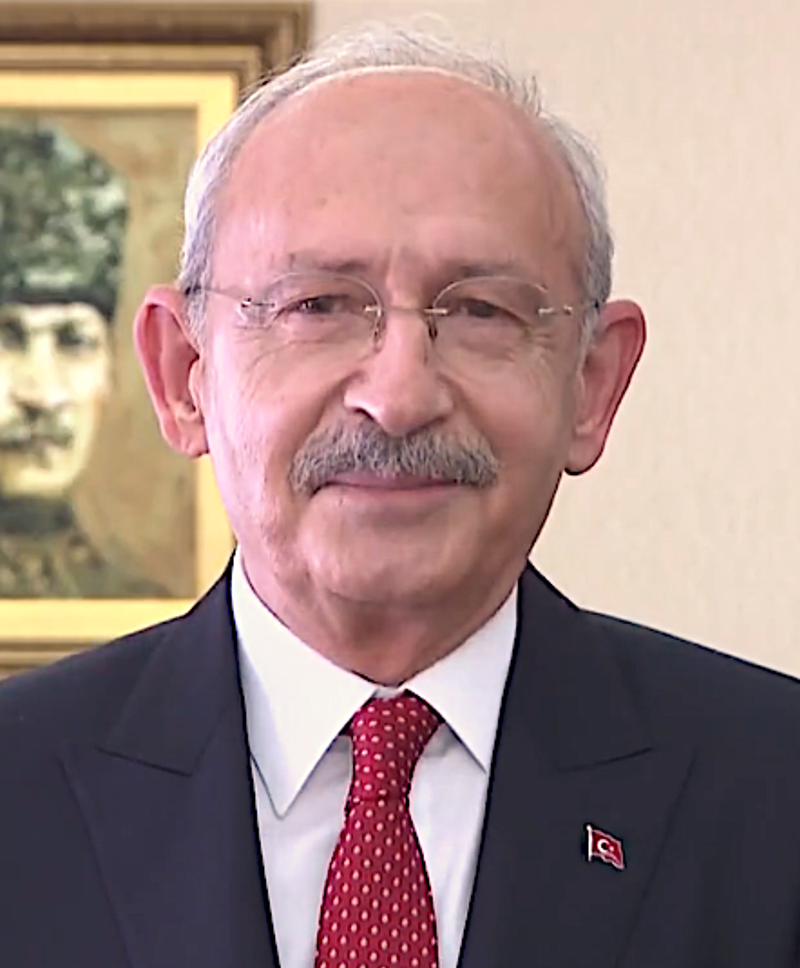
Oppositionspartiledaren Kemal Kılıçdaroğlu från Tunceli.
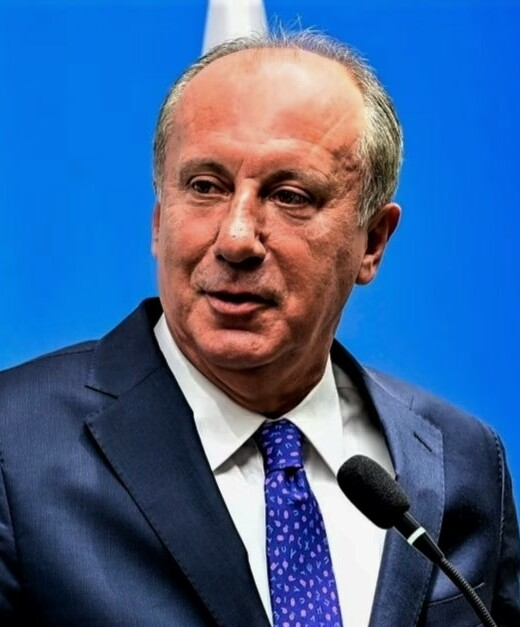
Ledare för Fosterlandspartiet (MP) Muharrem İnce från Yalova.
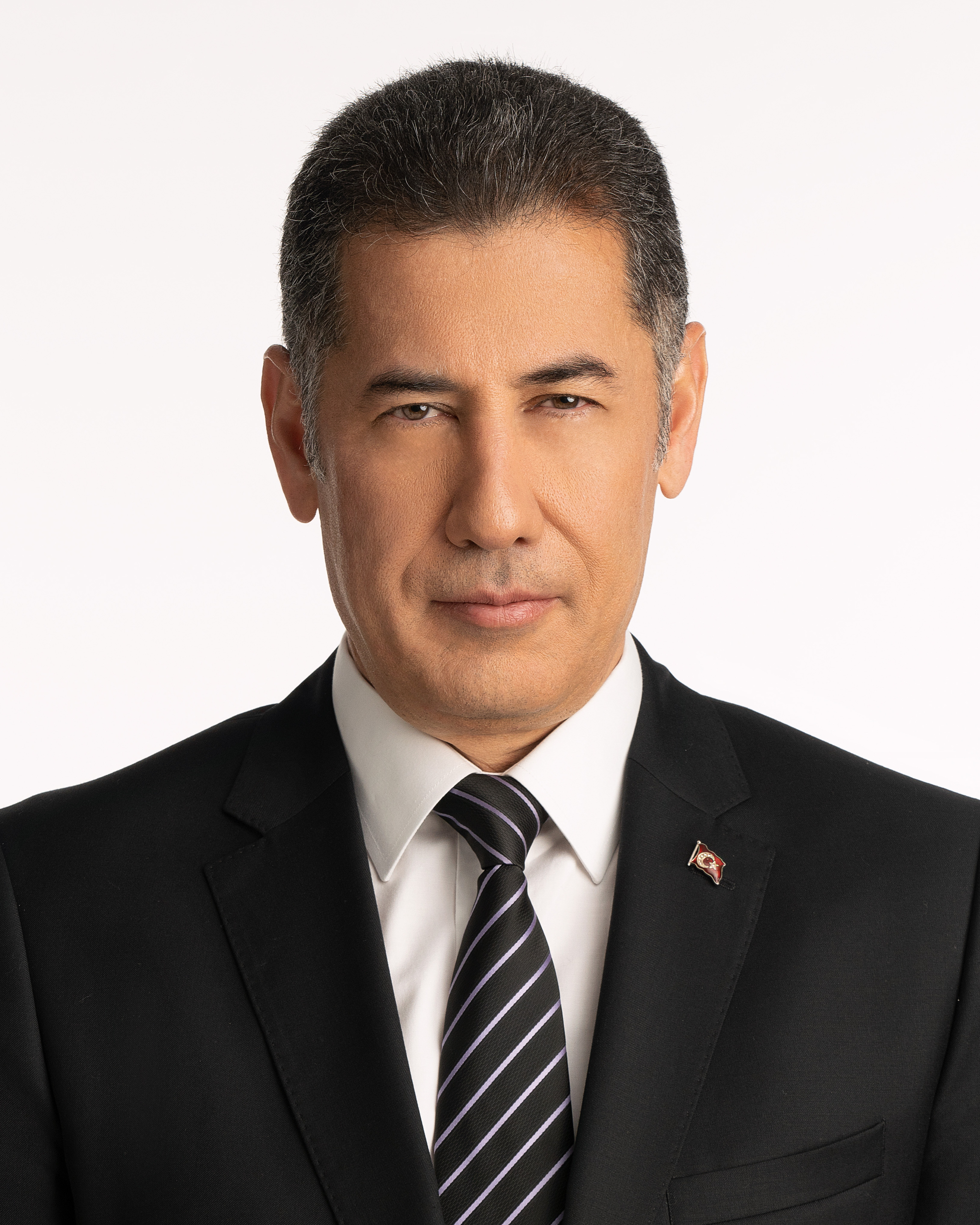
Tidigare parlamentsledamoten Sinan Oğan från Iğdır.

### Partiallianser
| 1 | Alliansens namn             | Partier | Ideologi | Mandat i nationalförsamlingen 2018-2023 |
| - | --------------------------- | --- | --- | --------------------------------------- |
| 1 | Folkalliansen               | - Rättvise- och utvecklingspartiet (AK Parti) - Nationella aktionspartiet (MHP) - Great Unity Party (BBP) - Nya Välfärdspartiet (YRP) - Demokratiska vänsterpartiet (DSP) - Free Cause Party (HÜDA PAR)          | - Nationalkonservatism - Socialkonservatism - Högerpopulism - Turkisk nationalism - Erdoganism - Turkisk islamonationalism - Euroskepticism | 344 / 600                               |
| 2 | Nationella Alliansen        | - Republikanska folkpartiet (CHP) - Bra parti eller Godhet och rättvisa. (İYİ Parti) - Partiet för demokrati och framsteg (DEVA) - Lycksalighetspartiet (SP) - Demokratiska partiet (DP) - Framtidspartiet (GP)  | - Kemalism - Socialdemokrati - Liberal demokrati - Turkisk nationalism - Pro-europeisk - Parlamentarism - Stort tält                        | 256 / 600                               |
| 3 | Labour and Freedom Alliance | - Folkens demokratiska parti (HDP - på YSP:s valsedel) - Labour Party (EMEP) - Labourist Movement Party (EHP) - Social Freedom Party (TÖP) - Turkiets arbetarparti (TİP) - Gröna vänsterpartiet (YSP eller YSGP) | - Socialism - Vänsterpopulism - Antikapitalism - Progressivism - Minoriteters rättigheter                                                   | 256 / 600                               |
| 4 | Förfädernas allians         | - Segerpartiet (ZP) - Fosterlandspartiet (MP) - Justice Party (AP) - Sant parti (DP) | - Turkisk ultranationalism - Kemalism - Invandringsmotstånd - Parlamentarism                                                                | 0 / 600                                 |

## Parlamentsvalet
I Turkiets parlamentsval 2023 väljs landets 28:e parlament. De 600 medlemmarna i Turkiets stora nationalförsamling väljs genom proportionell representation enligt partivalsedlar i 87 valdistrikt, enligt D'Hondt-metoden. För parlamentsvalen fungerar 77 av Turkiets 81 provinser som var sitt distrikt. På grund av sin stora befolkning är provinserna Bursa och Izmir istället indelade i två distrikt, medan provinserna Ankara och Istanbul är indelade i tre.
På initiativ av den regerande AKP och dess främsta politiska allierade MHP sänktes den nationella valtröskeln för ett parti att gå in i parlamentet från 10 till 7 procent. Det finns ingen tröskel för oberoende kandidater. Politiska partier kan också välja att delta i valet i en politisk allians med andra partier, vilket tar bort kravet på 7 % så länge alliansen som helhet vinner mer än 7 % av rösterna totalt.

### Deltagande partier och resultat
Att bilda ett politiskt parti utan föregående tillstånd är en konstitutionell rättighet, men inrikesministeriet kan skjuta upp registreringen av ett nytt parti i flera år, så partiet kan inte ställa upp i val.
Den 13 januari 2022 var antalet partier som hade uppfyllt kraven för valbarhet för att ställa upp i det kommande parlamentsvalet 24. Denna lista var inte slutgiltig eftersom otillåtna politiska partier fortfarande kan kvalificera sig för att delta i val när de uppfyller kraven i lag nr. 298 om "Grundläggande bestämmelser om val och röstlängder". Fem av partierna har mandat i parlamentet sedan valet 2018.
Även om det inte är listat som ett olagligt politiskt parti, har inrikesministeriet spärrat Miljöpartiet från valet utan att ange någon anledning. Inrättandet av Humanity and Freedom Party 2022 hade väntat på författningsdomstolen i fyra år efter det att rättsprocessen slutförts.
Flera partier har brutits ut ur äldre partier under föregående mandatperiod. Den 13 september 2019 meddelade före detta premiärministern och AKP-ledaren Ahmet Davutoğlu att han lämnat partiet och tre månader senare grundades det islamistiska Framtidspartiet (GP), för vilket han är ledare. En annan AKP-utbrytning är Partiet för demokrati och framsteg (DEVA), vilket bildades i mars 2020 av Ali Babacan, som har varit vice premiärminister och ekonomiminister i AKP-regeringar. Den 17 maj 2021 grundades det sekularistiska Fosterlandspartiet (MP) av den tidigare CHP-parlamentarikern Muharrem İnce, som var kandidat för Republikanska folkpartiet (CHP) i presidentvalet 2018. Han fick sällskap av tre parlamentsledamöter från det turkiska parlamentet. En splittring från Bra parti eller Godhet och rättvisa (IYI) inträffade den 26 augusti 2021 när Ümit Özdağ grundade Segerpartiet (ZP).
| Parti                               | Parti          | Ordförande                         | Position                    | Ideologi                                              | Resultat 2018       | Resultat 2023        |
| ----------------------------------- | -------------- | ---------------------------------- | --------------------------- | ----------------------------------------------------- | ------------------- | -------------------- |
| Rättvise- och utvecklingspartiet    | AKP            | Recep Tayyip Erdogan               | Höger                       | Konservatism                                          | 42,6 % (295 mandat) | 35.58% (267 mandat)  |
| Republikanska folkpartiet           | CHP            | Kemal Kılıçdaroğlu                 | Center-vänster              | Kemalism                                              | 22,7 % (146 mandat) | 25,33 % (169 mandat) |
| Nationella aktionspartiet           | MHP            | Devlet Bahçeli                     | Extremhöger                 | Turkisk ultranationalism                              | 11,1 % (49 mandat)  | 10,07 % (50 mandat)  |
| Bra parti eller Godhet och rättvisa | İYİ            | Meral Akşener                      | Center till höger           | Turkisk nationalism, mänskliga rättigheter, demokrati | 9,9 % (43 mandat)   | 9,69 % (44 mandat)   |
| Gröna vänsterpartiet                | YSGP           | İbrahim Akın, Çiğdem Kılıçgün Uçar | Center-vänster till vänster | Grön politik                                          | —                   | 8,81 % (61 mandat)   |
| Nya Välfärdspartiet                 | YRP            | Fatih Erbakan                      | Höger till extremhöger      | Islamism                                              | —                   | 2,82 % (5 mandat)    |
| Workers Party of Turkey             | TİP            | Erkan Baş                          | Vänster till extremvänster  | Kommunism                                             | —                   | 1,73 % (4 mandat)    |
| Folkens demokratiska parti          | HDP            | Mithat Sancar & Pervin Buldan      | Center-vänster till vänster | Pro-kurdisk demokratisk socialism                     | 11,7 % (56 mandat)  | — På YSGP:s valsedel |
| Lycksalighetspartiet                | SP             | Temel Karamollaoğlu                | Höger till extremhöger      | Islamism                                              | 1,3 % (0 mandat)    | —                    |
| Free Cause Party                    | HÜDA PAR       | Zekeriya Yapıcıoğlu                | Extremhöger                 | Kurdisk Islamonationalism                             | 0,3 % (0 mandat)    | —                    |
| Patriotiska partiet                 | VP             | Doğu Perinçek                      | Extremvänster               | Ulusalcılık                                           | 0,2 % (0 mandat)    | —                    |
| Communist Party of Turkey           | TKP            | Ali Rıza Aydın                     | Extremvänster               | Kommunism                                             | —                   | —                    |
| Conservative Ascension Party        | MYP            | Engin Yılmaz                       | Höger                       | Konservatism                                          | —                   | —                    |
| Partiet för demokrati och framsteg  | DEVA           | Ali Babacan                        | Center till Center-höger    | Liberal Konservatism                                  | —                   | — På CHP:s valsedel  |
| Democratiska vänsterpartiet         | DSP            | Önder Aksakal                      | Center-vänster              | Socialdemokrati                                       | —                   | —                    |
| Democratic Party                    | DP             | Gültekin Uysal                     | Center-höger                | Liberal konservatism                                  | —                   | — På CHP:s valsedel  |
| Future Party                        | Gelecek        | Ahmet Davutoğlu                    | Höger                       | Konservatism                                          | —                   | —                    |
| Great Unity Party                   | BBP            | Mustafa Destici                    | Extremhöger                 | Turkisk Islamonationalism                             | —                   | —                    |
| Fosterlandspartiet                  | MP             | Muharrem İnce                      | Center-vänster              | Kemalism                                              | —                   | —                    |
| Independent Turkey Party            | BTP            | Hüseyin Baş                        | Center                      | Nationalism                                           | —                   | —                    |
| Left Party                          | SOL            | Önder İşleyen                      | Vänster                     | Socialism                                             | —                   | —                    |
| Labour Party                        | EMEP           | Ercüment Akdeniz                   | Extremvänster               | Kommunism                                             | —                   | — På YSGP:s valsedel |
| Fosterlandspartiet                  | ANAVATAN       | İbrahim Çelebi                     | Center-höger                | Liberal konservatism                                  | —                   | —                    |
| Nation Party                        | Millet Partisi | Cuma Nacar                         | Extremhöger                 | Konservatism                                          | —                   | —                    |
| Party for Change in Turkey          | TDP            | Mustafa Sarıgül                    | Center-vänster              | Socialdemokrati                                       | —                   | —                    |
| Communist Movement of Turkey        | TKH            | Aysel Tekerek                      | Extremvänster               | Kommunism                                             | —                   | —                    |
| Framtidspartiet                     | GP             | Hakan Uzan                         | Center                      | Islamism, social liberalism                           | —                   | — På CHP:s valsedel  |
| Segerpartiet                        | ZP             | Ümit Özdağ                         | Höger till högerextremism   | Invandringsmotstånd                                   | —                   | —                    |